# Социалистическая республиканская партия (Боливия)
Социалистическая республиканская партия (исп. Partido Republicano Socialista, PRS) — бывшая политическая партия в Боливии. Социалистическая республиканская партия была сформирована в результате раскола Республиканской партии последователями Баутисты Сааведры 28 января 1921 года, в день его вступления в должность президента страны, и её члены были известны как «сааведристы».
Социалистическая республиканская партия была сформирована леволиберальным, реформистским и популистским течением Баутисты Сааведры, представлявшего средний класс и возмущавшегося тесными связями своей старой партии с могущественными оловянными баронами. Его обращение к городским ремесленникам, мелким торговцам и части рабочих создало независимую политическую базу и новое классовое сознание. Республиканское правительство Сааведры осуществило ряд прогрессивных мер, в том числе приняло социальный и трудовой кодекс, а также удвоило государственные налоги на горнодобывающую промышленность.
На выборах 1925 года президентом был избран кандидат от СРП Эрнандо Силес Рейес, вступивший в должность 10 января 1926 года. Во время правления Баутисты Сааведры и Эрнандо Силеса Рейеса экономика Боливии претерпела глубокие изменения. Цены на олово в 1920-х годах поползли вниз. Достигнув пика в 1929 году, производство олова резко сократилось, поскольку Великая депрессия практически уничтожила международные рынки сбыта. В предыдущее десятилетие в Боливии нарастали социальные потрясения, а рабочие выступления, такие как забастовка шахтёров 1923 года в Унсии, жестоко подавлялись. Однако беспорядки достигли новых высот в условиях экономического кризиса. Социальное законодательство «социалистических республиканских» правительств на деле было недостаточным. Невыполненные обещания радикальных перемен в четыре года непоследовательного правления Эрнандо Силеса Рейеса разочаровали рабочих и студентов. В 1930 году президент был свергнут, когда попытался обойти конституционное положение о запрете переизбрания.
Незадолго до Чакской войны партия реорганизовалась, стремясь стать подлинно социалистической (и менее персоналистской). В качестве нового руководящего органа партии был сформирован Национальный совет из пятидесяти членов. После Чакской войны Социалистическая республиканская партия обвинила в военных неудачах традиционную олигархическую элиту. Это нашло отклик у радикально настроенной части среднего класса страны. К партии присоединились ряд интеллектуалов из этого слоя, а также некоторые профсоюзные деятели и марксисты. Такое развитие событий обеспокоило Социалистическую партию, заявлявшую, что Сааведра также несёт ответственность за войну и убийства шахтёров и крестьян в Унсии, Льяльягуа, Катави и Хесус-де-Мачака. Однако обе партии поддерживали «военно-социалистическое» правительство полковника Давида Торо в 1936—1937 годах.
В результате бескровной революции 17 мая 1936 года правительство либералов и «подлинных республиканцев» было свергнуто. Переворот возглавил полковник Херман Буш Бесерра, которого поддержала СРП. На выборах 1938 года она выступала составной частью Социалистического единого фронта.
Будучи вместе с Подлинной республиканской и Либеральной партией частью Альянса согласия и демократии (Concordancia), образованного в марте 1939 года, Социалистическая республиканская партия поддерживала военные правительства генералов Карлоса Кинтанильи (1939—1940) и Энрике Пеньяранды (1940—1943). В феврале 1943 года Социалистическая республиканская, Социалистическая, Подлинная республиканская и Либеральная партии подписали пакт перед предстоящими президентскими выборами.
В 1943 году после переворота Гуальберто Вильярроэля Социалистическая республиканская, Подлинная республиканская, Либеральная партия и Партия революционных левых сформировали оппозиционный Антифашистский демократический фронт.
10 ноября 1946 года Социалистическая республиканская партия объединилась с Подлинной республиканской, Объединённой социалистической и Независимой социалистической, образовав новую Партию социалистическо-республиканского союза (единства). Вопреки названию, эта по сути консервативно-олигархическая сила уже даже не пыталась эмулировать приверженность социализму.